# Heriter Luvumbu
Heritier Luvumbu Nzinga (26 novembre 1988) è un calciatore della Repubblica Democratica del Congo, centrocampista dell'AS Vita.

## Carriera

### Club
Ha sempre giocato nel campionato congolese.

### Nazionale
Ha esordito con la Nazionale nel 2012.